# Abyssochrysos brasilianus
Abyssochrysos brasilianus is een slakkensoort uit de familie van de Abyssochrysidae. De wetenschappelijke naam van de soort is voor het eerst geldig gepubliceerd in 1991 door Bouchet.